# Edward Higgins White II.
Edward Higgins White II., ameriški vojaški pilot, častnik, inženir, preizkusni pilot in astronavt, * 14. november 1930, San Antonio, Teksas, Združene države Amerike, † 27. januar 1967, vesoljsko izstrelišče Cape Canaveral, Florida, ZDA.
White je bil prvi Američan, ki je opravil vesoljski sprehod.

## Življenjepis
Leta 1952 je diplomiral na Vojaški akademiji Združenih držav Amerike in bil sprejet za častnika Vojnega letalstva, v tej vlogi je več let služil kot pilot na misijah za zvezo NATO v Zahodni Nemčiji. Nato je dobil štipendijo Vojnega letalstva za študij aeronavtičnega inženirstva na Univerzi Michigana, magistriral je leta 1959. Po tistem je deloval kot preskusni pilot v oporišču Wright-Patterson (Ohio), v tej vlogi je opravil več kot 3000 ur poletov in napredoval do čina podpolkovnika.
Leta 1962 je bil izbran v drugi nabor astronavtov v okviru projekta Gemini pri Nasi. V vesolje je poletel 3. junija 1965 ob poveljniku Jamesu McDivittu kot pilot odprave Gemini 4, desetega ameriškega vesoljskega poleta s človeško posadko. Astronavta sta najprej poskušala izvesti prvo srečanje v vesolju in uskladiti orbito z drugo stopnjo nosilne rakete Titan II, ki ju je ponesla v vesolje, a jima to ni uspelo, zato sta se osredotočila na vesoljski sprehod. Nekajkrat sta obkrožila Zemljo, nato pa odprla loputo in White je naslednjih dvajset minut lebdel v vesoljskem prostoru, privezan s sedeminpolmetrskim kablom ter z napravo za manevriranje na stisnjen zrak v roki. Preskušal je manevriranje okoli plovila, McDivitt pa je fotografiral. Izkušnja ga je tako prevzela, da se je ob poteku časa le nejevoljno vrnil, na izrecno povelje.
Preden bi bil na vrsti za drugi polet v projektu Gemini, je bil izbran za pilota na prvi odpravi novega programa Apollo, sprva načrtovanega za 1966. Umrl je med treningom za vzlet v modulu, ki so ga poimenovali Apollo 1, ko je v njem izbruhnil požar in so vsi trije člani posadke (poleg Whitea še Gus Grissom in Roger B. Chaffee) zgoreli.